# Uccellino della radio

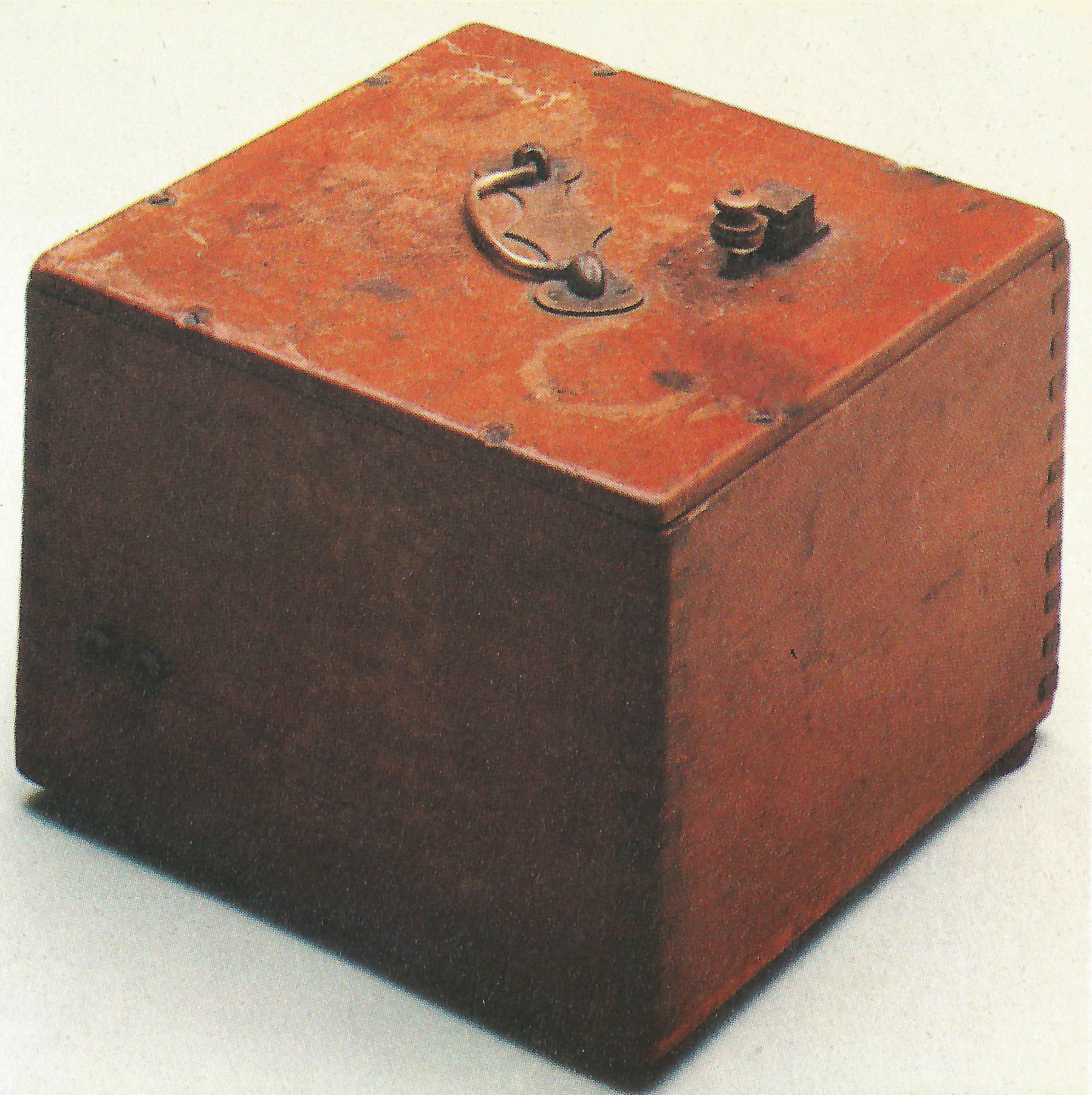
Custodia dellUccellino della radio

Veniva confidenzialmente chiamato uccellino della radio una sequenza di quattro suoni molto simili a cinguettii ed utilizzati un tempo negli intervalli di trasmissione in onde medie e corte dall'EIAR e poi dalla Rai nelle sue varie reti, in particolare quando cambiava la stazione generatrice del segnale (circostanza detta "inversione"). 

## Storia
La storia racconta che l’uccellino della radio fu notato nel 1925 da un tecnico torinese sulla bancarella di un anonimo mercatino delle pulci a Parigi, e fu acquistato per utilizzarlo alla radio.
I "cinguettii" erano generati da un congegno totalmente meccanico azionato a molla ed avente le dimensioni di circa 15 × 15 × 10 centimetri.
Questo apparecchio è ora entrato a far parte della storia della radio in Italia, esposto presso la sede Rai di Torino. L'uccellino della radio è stato trasmesso con regolarità nelle pause di programmazione in onde corte fino allo spegnimento delle trasmissioni Rai in questa banda di frequenze.
Del 1940 è la canzoncina L'uccellino della radio di Filippini-Morbelli-Nizza che ebbe successo nell'interpretazione di Silvana Fioresi.
Il suono è ancora utilizzato nella regolare emissione radiofonica quando le trasmissioni nazionali cedono il passo a quelle regionali, in particolare prima dei giornali radio trasmessi dalle varie sedi regionali Rai. Rispetto alla forma originale, l'uccellino attuale comprende una sola sequenza di cinguettii anziché le quattro originarie. I quattro suoni consecutivi così come venivano trasmessi in passato sono ascoltabili su alcuni siti di appassionati oppure sul sito Rai Teche.